# إسناد الحدث الشديد
يُعد إسناد الحدث الشديد المعروف أيضًا باسم علم الإسناد ، مجالًا جديدًا نسبيًا للدراسة في علم الأرصاد الجوية وعلوم المناخ يحاول قياس مدى تأثير تغير المناخ المستمر بشكل مباشر على أحداث الطقس المتطرفة الأخيرة. يهدف علم الإسناد إلى تحديد الأحداث الأخيرة التي يمكن تفسيرها أو ربطها بجو من الاحترار وليس فقط بسبب الاختلافات الطبيعية.

## تاريخ
تم ذكر علم الإسناد لأول مرة في عام 2011 "حالة المناخ" الذي نشرته جمعية الأرصاد الجوية الأمريكية والذي ذكر أن تغير المناخ مرتبط بستة أحداث مناخية قاسية تمت دراستها.

## الغرض والأساليب والنتائج
افترض عالم المناخ الألماني فريدريكه أوتو أن علم الإسناد يهدف إلى الإجابة على السؤال ، "هل لعب تغير المناخ دورًا" في أحداث متطرفة معينة "ضمن الإطار الزمني للأخبار - لذلك في غضون أسبوعين من الحدث".
تستمر دراسات الإسناد عمومًا في أربع خطوات: (1) قياس حجم وتكرار حدث معين بناءً على البيانات المرصودة ، (2) تشغيل نماذج الكمبيوتر للمقارنة والتحقق من بيانات الملاحظة ، (3) تشغيل نفس النماذج على خط الأساس " الأرض "بدون تغير مناخي ، و (4) استخدام الإحصائيات لتحليل الفروق بين الخطوتين الثانية والثالثة ، وبالتالي قياس التأثير المباشر لتغير المناخ على الحدث المدروس.
تعتبر موجات الحر من أسهل الأحداث الجوية التي يمكن عزوها.
يمكن أن يؤثر تغير المناخ على شدة وتواتر الطقس المتطرف بشكل مختلف ، على سبيل المثال ، أصبحت موجة الحرارة الروسية لعام 2010 أكثر احتمالية بكثير ولكنها ليست أكثر حدة.

## التطبيقات والآثار
قد يؤثر علم الإسناد على التقاضي بشأن تغير المناخ ، ربما عن طريق زيادة الدعاوى القضائية ضد الشركات بسبب التسبب في ذلك والحكومات لعدم التصدي لتغير المناخ.